# 内之浦臨時要塞
内之浦臨時要塞（うちのうらりんじようさい）は志布志湾周辺の防衛を目的として設置された日本軍の要塞。志布志湾周辺の沿岸陣地を総括していた。

## 目的
志布志湾は砂浜が10キロ程続いており、大部隊の揚陸に適していた。このためオリンピック作戦では志布志湾も連合国軍の上陸地点に含まれていた。内之浦要塞はこれら連合国軍の上陸を妨害、阻止するために造られた。
内之浦要塞には重砲12門のほかに、野山砲、速射砲などが配備され、志布志湾のいくつかの地点に分散していた。

## 構築
工事は軍民一体の急ピッチで進められ、基本設計や陣地構築には国鉄関門トンネルの技術者たちが粋を凝らした。
また、内之浦要塞は夜間砲撃のために探照灯が備え付けられたが、その設備は付近に専用の発電所を設けなければならないほどの巨大なものだった。
構築や弾薬、燃料の集積計画は順調に進み、終戦時には計画に対して、燃料94パーセント、弾薬100パーセントの充足率であった。

## 跡地
大部分が住宅建築や道路建設などのために取り壊されているが、いくつかのトーチカや陣地は良好な状態で残っている。